# Ruitenveen
Ruitenveen és un llogaret ubicat al sud-oest de la població de Nieuwleusen (Països Baixos), a la província d'Overijssel. L'1 de gener del 2021 tenia 700 habitants. Es troba entre la zona industrial De Hessenpoort (Zwolle) i Nieuwleusen, a la carretera provincial N758. Ruitenveen té una escola d'educació primària.